# L'Alchimiste de Khaim
L'Alchimiste de Khaim (titre original : The Alchemist) est un roman court de fantasy de l'écrivain américain Paolo Bacigalupi publié en 2011 puis traduit en français en 2014. L'Alchimiste de Khaim est tout d'abord paru en 2010 dans un recueil intitulé The Alchemist and The Executioness qui comprend un second roman court, The Executioness  écrit par Tobias S. Buckell  et situé dans le même univers.

## Résumé
Dans la ville de Khaim, l'usage de la magie est puni de la peine de mort. En effet, pour chaque sort lancé, un roncier pousse et s'ajoute aux innombrables ronciers qui envahissent les terres alentour. Plusieurs cités ont ainsi été complètement détruites et leurs populations contraintes à l'émigration. Seul le magistère Scacz, bras-droit du maire, possède l'autorisation de la pratiquer. Depuis quinze ans, l'alchimiste Jeoz s'évertue à trouver le moyen de détruire le roncier, y consacrant tout son temps et son énergie. Au bord de la ruine, il met enfin au point le balanthast, un appareil permettant de le détruire. Il s'empresse alors de montrer sa découverte au maire et au magistère. Mais ces derniers, loin de redonner la liberté à tous d'exercer la magie, durcissent la répression et emprisonnent Jeoz afin d'être certains de maîtriser le balanthast.

## Éditions
- The Alchemist, Subterranean Press, 31 janvier 2011, 95 p.  (ISBN 978-1596063532)
- L'Alchimiste de Khaim, Au diable vauvert, 4 septembre 2014, trad. Sara Doke, 120 p.  (ISBN 978-2846268066)